# Legião Urbana
Legião Urbana („Urbane Legion“) war eine der erfolgreichsten brasilianischen Rockbands. Sie spielte von 1982 bis zum Tod ihres Sängers Renato Russo im Jahre 1996.

## Geschichte
Legião Urbana wurde 1982 in Brasília von Renato Russo, Marcelo Bonfá, Eduardo Paraná und Paulo Paulista gegründet. Jedoch verließen Eduardo Paraná und Paulo Paulista die Band nach wenigen Auftritten. An ihre Stelle traten Renato Rocha und Dado Villa-Lobos (mit einem kurzen Intermezzo von Ico-Ouro Preto), womit die Band ihre klassische und bekannteste Besetzung annahm. Lediglich von 1984 bis 1989 hatte die Band mit Pedro Rocha noch einen weiteren Bassisten. Angeführt von Renato Russo stieg Legião Urbana zu einer der bedeutendsten Bands der brasilianischen Musikszene auf.
War das erste Album der Gruppe, Legião Urbana, noch anfangs eher mäßig erfolgreich, wurde das zweite Album der Band auf Anhieb ein Erfolg. Die Texte der Gruppe, die fast ausschließlich von Russo geschrieben wurden, behandelten dabei literarische und politische Themen. Songs wie Faroeste Caboclo vom dritten Album Que país é este gehen auf auch neuzeitliche Probleme wie Drogenhandel ein. Nicht zuletzt aufgrund der lebensnahen Themen stieg die Popularität der Gruppe in ihrem Heimatland nach ihren ersten Alben, vor allem bei den jüngeren Menschen. Bei einigen ihrer Konzerten kam es in der Folge zu Krawallen, die mitunter zum Stürmen der Bühne und sogar dem Tod eines Fans endeten. Daraufhin vermied die Gruppe größere Konzerte und Tourneen.
Nach dem Abgang von Bassist Rocha veröffentlichte die Gruppe As Quatro Estações, das zu einem der erfolgreichsten Alben der Band wurde. Die Themen der Texte waren jedoch mittlerweile von Themen wie Familie und Beziehung dominiert, was einige der frühen Fans abschreckte. Das folgende Album V war hingegen wieder vom wirtschaftlichen Niedergang Brasiliens zu Beginn der 90er Jahre bestimmt. Jedoch mussten einige Konzerte zum Album aufgrund von Russos angeschlagenem Gesundheitszustand abgesagt werden. Trotzdem erschien 1992 die Kompilation Música Para Acampamentos, auf dem u. a. Coverversionen von den Beatles und John Lennon zu finden sind. Nachdem sich Russo zeitweise seinen Soloprojekten widmete erschienen Mitte der 1990er noch zwei weitere Alben der Gruppe.
Als Renato Russo 1996 starb, beschlossen die verbleibenden Mitglieder von Legião Urbana, die Band aufzulösen.
Legião Urbana galt auch als Post-Punk-Band. Als Einflüsse werden The Smiths und deren Sänger Morrissey sowie PIL und Joy Division genannt. Die Gruppe war nach ihrer Auflösung auch weiterhin mit Kompilationen und Livealben in der Musiklandschaft ihres Heimatlandes vertreten und gilt mit über 20 Millionen verkauften Tonträgern zu den populärsten Rockbands Brasiliens.

## Diskografie
Alben
- 1985: Legião Urbana
- 1986: Dois
- 1987: Que país é este (BR: Diamant)[3]
- 1989: As Quatro Estações (BR: Platin)
- 1991: V
- 1992: Música Para Acampamentos (BR: ×2Doppelplatin )
- 1993: O Descobrimento do Brasil (BR: ×2Doppelplatin )
- 1996: A Tempestade ou O Livro dos Dias (BR: ×2Doppelplatin )
- 1997: Uma Outra Estação (BR: Platin)
- 1998: Mais do Mesmo (BR: ×3Dreifachplatin )
- 1999: Acústico MTV (BR: Diamant)
- 2001: Como é que se diz eu te amo (BR: Platin)
- 2016: Legião Urbana 30 Anos (BR: Platin)

Singles
- 1986: Quase sem querer (BR: Platin)
- 1986: Índios (BR: Gold)
- 1987: Faroeste Caboclo (BR: ×2Doppelplatin )
- 1993: Perfeição (BR: Gold)